# Tusukuru
Tusukuru là một chi nhện trong họ Linyphiidae.